# Bradypus crinitus
Bradypus crinitus (лат.) — вид неполнозубых млекопитающих из семейства трёхпалых ленивцев. Вид является эндемиком Атлантического леса в Бразилии, обширнее всего распространён в Рио-де-Жанейро и Эспириту-Санту. Является малоизученным видом, до более поздних исследований описанные в 1850-х годах экземпляры долгое время считались особями ошейникового ленивца.

## Описание
Имеет черную гриву на задней области шеи, у самцов она длиннее и темнее. Длина тела составляет 59–75 см, хвоста — 4–5 см., вес около 4,5–10,1 кг. Мех коричневый, длинный и грубый, часто заселён водорослями. Во многом схож с ошейниковым ленивцем, но, в отличие от последнего, имеет плоский череп, более округлые челюсти и широкие скулы. Голова Bradypus crinitus напоминает кокосовый орех, из-за чего он получил своё латинское название (crinitus — лохматый, покрытый волосами).

## Поведение
Встречаются во влажных тропических лесах. Большую часть жизни проводят на деревьях, располагаясь на нижней стороне ветвей. Активны в течение всего дня, перемещаются в среднем на 17 метров днём и на 5 метров ночью.
Относятся к листвоядным: согласно исследованию, 99% рациона составляют листья 21 вида деревьев.
Самки рожают одного детеныша в год, обычно в конце сезона дождей и начале сухого сезона (февраль—апрель). Половой зрелости достигают между вторым и третьим годом. Продолжительность жизни в дикой природе составляет не менее 12 лет.